# Koichi Sekimoto
Koichi Sekimoto (関本 恒一 Sekimoto Koichi?, 23 de mayo de 1978 en Osaka - 23 de enero de 2016 en Osaka) fue un futbolista japonés. Jugaba de defensa y su último club fue el FC Iseshima de Japón.

## Trayectoria

### Clubes
| Club        | País  | Año         |
| ----------- | ----- | ----------- |
| Sagan Tosu  | Japón | 1997 - 2002 |
| FC Iseshima | Japón | 2013 - 2014 |